# Bosnie-Herzégovine aux Jeux olympiques d'été de 2012
La Bosnie-Herzégovine participe aux Jeux olympiques d'été de 2012 à Londres au Royaume-Uni du 27 juillet au 12 août 2012. Il s'agit de sa 6e participation à des Jeux olympiques d'été.

## Judo
| Amel Mekić | Moins de 100 kg hommes | Battu par Hee-tae (KOR) | NC |

## Tir
| Athlète        | Compétition                         | Qualification | Qualification | Finale | Finale |
| Athlète        | Compétition                         | Points        | Rang          | Points | Rang   |
| -------------- | ----------------------------------- | ------------- | ------------- | ------ | ------ |
| Nedžad Fazlija | Carabine à 10 m air comprimé hommes | 585           | 44e           | NC     | NC     |
| Nedžad Fazlija | Carabine à 50 m 3 positions hommes  |               |               |        |        |
| Nedžad Fazlija | Carabine à 50 m tir couché hommes   |               |               |        |        |